# Turnau (Austria)
Turnau – gmina targowa w Austrii, w kraju związkowym Styria, w powiecie Bruck-Mürzzuschlag. Według danych Austriackiego Urzędu Statystycznego liczyła 1550 mieszkańców (1 stycznia 2015).